# Falcon a Winter Soldier
Falcon a Winter Soldier (v anglickém originále The Falcon and the Winter Soldier) je americký akční televizní seriál, natočený na motivy postav z komiksů vydavatelství Marvel Comics. Autorem seriálu, který je součástí franšízy a fikčního světa Marvel Cinematic Universe, je Malcolm Spellman. Uváděn byl v roce 2021 na službě Disney+, celkem vzniklo šest dílů. Objednání pořadu oznámily společnosti The Walt Disney Company a Marvel Studios 12. dubna 2019.

## Příběh
Šest měsíců po událostech filmu Avengers: Endgame se Sam Wilson rozhodne věnovat štít Captaina Ameriky, který mu předal Steve Rogers, aby pokračoval v jeho odkazu, do muzea. Společně s omilostněným Buckym Barnesem se vydá po stopách teroristické skupiny Flag Smashers, která provádí přepadové akce po celé Evropě. S oficiálním pověřením se však do případu vloží i John Walker, který byl bez Wilsonova vědomí jmenován novým Captainem Amerikou.

## Obsazení
- Sebastian Stan jako James „Bucky“ Barnes / Winter Soldier / White Wolf
- Anthony Mackie jako Sam Wilson / Falcon / Captain America
- Wyatt Russell jako John Walker / Captain America / U.S. Agent
- Erin Kellymanová jako Karli Morgenthau
- Danny Ramirez jako Joaquin Torres
- Georges St-Pierre jako Georges Batroc
- Adepero Oduyeová jako Sarah Wilson
- Don Cheadle jako James „Rhodey“ Rhodes
- Daniel Brühl jako baron Helmut Zemo
- Emily VanCampová jako Sharon Carter / Power Broker
- Florence Kasumbaová jako Ayo
- Julia Louis-Dreyfusová jako komtesa Valentine Allegra de Fontaine

## Seznam dílů
| Č. v seriálu | Původní název               | Český název               | Režie            | Scénář                          | Premiéra v USA  |
| ------------ | --------------------------- | ------------------------- | ---------------- | ------------------------------- | --------------- |
| 1            | New World Order             | Nový řád světa            | Kari Skoglandová | Malcolm Spellman                | 19. března 2021 |
| 2            | The Star-Spangled Man       | Muž s hvězdou na hrudi    | Kari Skoglandová | Michael Kastelein               | 26. března 2021 |
| 3            | Power Broker                | Power Broker              | Kari Skoglandová | Derek Kolstad                   | 2. dubna 2021   |
| 4            | The Whole World Is Watching | Celý svět se dívá         | Kari Skoglandová | Derek Kolstad                   | 9. dubna 2021   |
| 5            | Truth                       | Pravda                    | Kari Skoglandová | Dalan Musson                    | 16. dubna 2021  |
| 6            | One World, One People       | Jeden svět, jedno lidstvo | Kari Skoglandová | Malcolm Spellman a Josef Sawyer | 23. dubna 2021  |